# 济枣高速铁路
济枣高速铁路，位于山东省中部，连接山东省济南市至枣庄市，是连接台儿庄古城、趵突泉天下第一泉景区、泰山、曲阜三孔景区四个5A级景区的旅游高铁通道。山东省致力于建设济南米字形高铁网，将济枣高铁作为济南“米”字形的正南方向，并希望分流京沪高铁的压力，给沿途城市增加高铁旅行的新经济增长点。线路起自济南市，经泰安、济宁，至枣庄市台儿庄区，全长约268.564千米，其中新建正线263.314千米，利用既有鲁南高铁曲阜东站已建线路5.25千米，设计时速350千米。

## 历史
2016年7月13日，济枣高铁纳入国家发展改革委、交通运输部和中国铁路总公司发布的《中长期铁路网规划（2016—2025年）》。
2018年9月7日，纳入《山东省综合交通网中长期发展规划（2018—2035）》。
2020年7月21日，第一次环境影响评价信息公开。9月20日，新建济南至枣庄铁路环境影响评价第二次信息公示，环境影响报告书征求意见稿公开。10月12日，山东省自然资源厅发布济枣高铁选址意见的批前公示。12月18日，山东省发改委批复项目可研报告。12月28日，山东省交通运输厅批复初步设计。
2021年3月4日，济枣高铁发布土建工程施工单价承包招标、施工监理招标，并计划于同年4月1日开工，工期4年。3月15日，国务院办公厅转发国家发展改革委等单位《关于进一步做好铁路规划建设工作意见的通知》(国办函〔2021〕27号)，对建设既有高铁的平行线路作出了新要求。通知中明确“严格控制建设既有高铁的平行线路，既有高铁能力利用率不足80%的，原则上不得新建平行线路。”济枣高铁因此全线暂停，山东省对项目进行进一步研究和论证。
2023年11月6日，山东省自然资源厅再次对济枣高铁选址进行批前公示。11月15日，项目再次发布招标公告，暂停长达两年半的济枣高铁项目重启。12月16日，济南至枣庄铁路开工建设。

## 车站
济枣高铁途径山东省济南、泰安、济宁和枣庄四市，全线共设10座车站。
| 济枣高速铁路 |          |            |               | |                      |          |      |
| 所在地区     | 所在地区 | 车站       | 里程 （公里） | 连接铁路 | 城市轨道交通转乘路线 | 规模     | 备注 |
| 济南市       | 历城区   | 济南东站   | 0             | 济青高速铁路 石济客运专线 济莱高速铁路 京沪高速铁路（经联络线） 胶济客运专线（经联络线） 济滨城际铁路（建设中） | 济南轨道交通3号线    | 13台27线 |      |
| 济南市       | 历城区   | 历城站     |               | 济莱高速铁路 |                      | 3台7线   |      |
| 济南市       | 历城区   | 济南南山站 |               | |                      |          |      |
| 泰安市       | 泰山区   | 泰安东站   |               | |                      |          |      |
| 泰安市       | 宁阳县   | 宁阳东站   |               | |                      |          |      |
| 济宁市       | 曲阜市   | 曲阜东站   |               | 京沪高速铁路 日兰高速铁路（经联络线）                                                                           |                      | 6台15线  |      |
| 济宁市       | 邹城市   | 邹城东站   |               | |                      |          |      |
| 枣庄市       | 滕州市   | 滕州东站   |               | 京沪高速铁路 |                      | 2台4线   |      |
| 枣庄市       | 市中区   | 枣庄南站   |               | |                      |          |      |
| 枣庄市       | 台儿庄区 | 台儿庄站   |               | |                      |          |      |